# Leone (monnaie)
Pour les articles homonymes, voir Leone.
Le leone est la devise officielle de la Sierra Leone depuis le 4 août 1964.
Il est divisé en 100 cents. Son symbole international est SLL.
Le leone a remplacé la livre de l'Afrique occidentale britannique au taux de 1 livre pour 2 leones. La valeur du leone est restée stable jusqu'au milieu des années 1980, valant en moyenne 1,40 dollar américain. Du fait de la guerre civile, le cours du leone s'effondre progressivement dans les années 1990 et 2000. Son cours depuis 2004 oscille autour de 2 350 leones pour un dollar US.
En juillet 2022, le leone est regroupé par mille ; 1 nouveau leone (SLE) équivaut désormais à 1 000 leones,.